# U Senné cesty
U Senné cesty je přírodní památka poblíž obce Červenka v okrese Olomouc. Oblast spravuje AOPK ČR Správa CHKO Litovelské Pomoraví. Důvodem ochrany je naleziště vzácných a ohrožených rostlinných druhů ve fragmentu ekosystémů smíšeného lesa.